# Adyča
Adyča (rusky Адыча nebo jakutsky Адыаччы) je řeka v Jakutské republice v Rusku. Je dlouhá 715 km. Plocha povodí měří 89 800 km². Na horním toku se nazývá Borong (Боронг) a na dolním toku Adyačči (Адыаччи).

## Průběh toku
Pramení na východním svahu hřbetu Čerského a teče v široké dolině. Ústí zprava do Jany.

### Přítoky
- zprava – Dělakag, Čarky, Tuostach
- zleva – Derbeke, Nělgese, Borulach

## Vodní režim
Zdrojem vody jsou dešťové a sněhové srážky. Průměrný roční průtok vody činí 485 m³/s. Zamrzá v říjnu, v zimě promrzá až do dna na 1 až 4,5 měsíce a rozmrzá na konci května. Jsou pro ni charakteristická obrovská náledí.